# Charles Murphy (Radsportler)

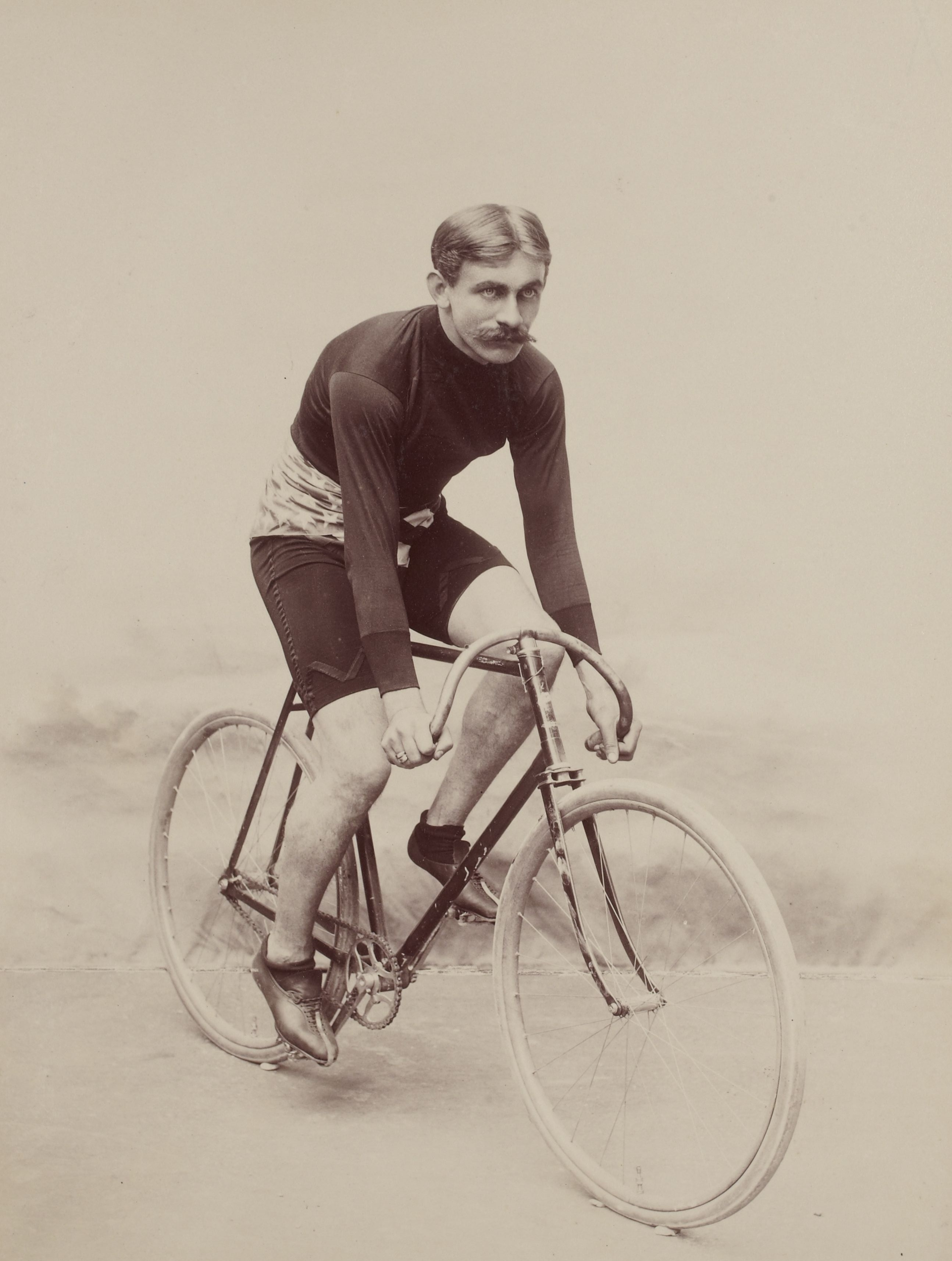
Charles Murphy (1896)

Rekordfahrt am 30. Juni 1899

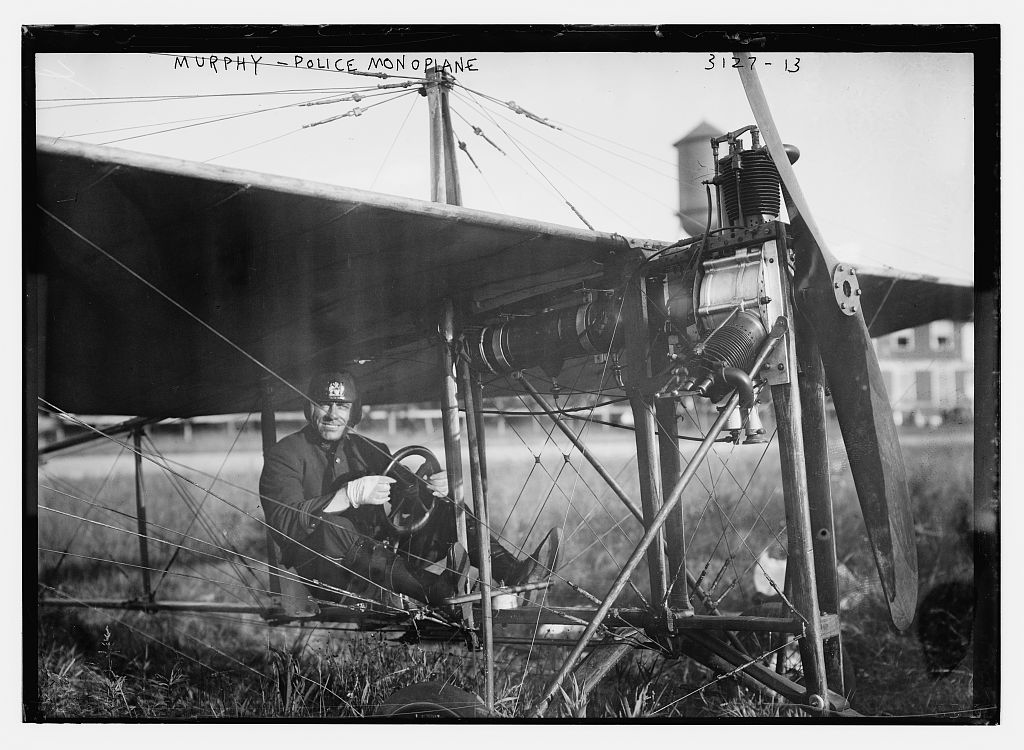
Charles Murphy als fliegender Polizist (1914)

Charles Minthorn Murphy, genannt Mile-a-Minute Murphy, (* Oktober 1870 in New York; † 16. Februar 1950 ebenda) war ein US-amerikanischer Radsportler und Rekordfahrer.

## Rekordfahrt und Radsport
Charles Murphy arbeitete als Verkäufer in einem Fahrradgeschäft, bis er selbst Radsportler wurde. 1891 gewann er die US-amerikanische Meisterschaft im Tandemrennen und errang weitere Meistertitel. 1895 hielt er sieben Weltrekorde und 17 nationale Rekorde. Sein großes Ziel war es jedoch, einen neuen Geschwindigkeitsrekord hinter einer Lokomotive als „Schrittmacher“ aufzustellen. Zehn Jahre lang versuchte er, verschiedene Eisenbahngesellschaften für seine Idee zu begeistern, bis sich endlich 1899 die „Long Island Rail Road“ dazu bereit erklärte: Am 30. Juni dieses Jahres unternahm er seine spektakuläre Rekordfahrt hinter einer Lokomotive mit Anhänger und fuhr eine Meile in 57,80 Sekunden (100,24 km/h). Für den Rekordversuch Murphys wurde die Schienenstrecke zwischen Farmingdale und Babylon mit Hartholzbrettern ausgelegt und hinten am Anhänger eine Verkleidung zum Schutze des Fahrers angebracht.  Der Rekord hielt bis 1924, als ihn der Franzose Gustave Ganay bei einem Rekordversuch in Daytona Beach hinter einem Rennauto unterbot. Murphy blieb damit als erster Radrennfahrer über die Meile unter einer Minute, was ihm den Beinamen „Mile-a-Minute Murphy“ eintrug.
Anschließend trat Charles Murphy im Zirkus oder in Varietés auf und fuhr auf einem Hometrainer gegen die Attrappe einer Lokomotive.

## Polizist in New York
Nach dem Ende seiner Radsport-Karriere im Jahr 1900 wurde Murphy Polizist in New York. Er wurde mehrfach öffentlich gelobt und ausgezeichnet. Er war der erste Polizist der Welt, der im Dienst ein Flugzeug steuerte, und der erste New Yorker Motorrad-Polizist. 1914 hatte er einen Motorrad-Unfall, nach dem er zeitweise halbseitig gelähmt war. Nach zwei weiteren Unfällen im Dienst musste er diesen 1917 quittieren.
1948 musste Charles Murphy wegen einer Gangrän ein Bein amputiert werden; 1950 starb er an den Folgen eines Diabetes.

## Ehrungen
1991 wurde Murphy in die United States Bicycling Hall of Fame aufgenommen.